# نجم النجوم سوبرمان
«نجم النجوم سوبرمان» هي سلسلة قصص مصورة من 12 إصدارا، تتخذ من سوبر مان بطلا لها. كتبها جرانت موريسون. تصميم: فرانك كويتلى، تلوين إلكترونى: جيمى جرانت وتم إصدارها بواسطة شركة دى سى كومكس (دي سي كومكس) في الفترة ما بين نوفمبر 2005 وأكتوبر 2008 : كانت تصدر في إيطاليا بواسطة بلانيتا دى أجوستينى (Planeta De Agostini) منذ عام 2009.
تدور أحداث القصة حول السنة الأخيرة في حياة سوبرمان، وبعد إتمامه لعملية إنقاذ على الشمس، التي أرهقت خلايا جسده، منشطة بذلك حالة انتكاس ستقود سوبرمان إلى الموت خلال إثنا عشر شهرا. قاده خبر تحوله الوشيك إلى أن يحل كل المشاكل العالقة والمؤجلة في حياته: بدءا من مشكلة كاندور – آخر مدينة في كوكبه والتي فرض عليها الحياة في صورة مصغرة – وعلاقته بلويز لاين، حتى خلافه مع عدوه ليكس لوثر.
أثنى عليه الجمهور والنقاد، وبوجه خاص من الممثلين مثل مارك ويد. حصدت السلسلة جوائز كثيرة، من بينها ثلاث جوائز إيسنير أورد (EISNER AWARD) وجائزتان هارفى (HARVEY AWARDS)، وكانت هي ثاني سلسلة يتم إصدارها تحت اسم أوول ستار دى سى كوميكس، بعد أوول ستار باتمان وروبن التي أصدرت في سبتمبر 2005. يعد هذا المسار هو الحل الأخير أمام مارفيل كوميكس حيث يستطيع فيها الممثلون إعادة حكى قصص الأبطال متجنبين بذلك استمرارية النشر بنفس الشخصيات. فوفقا لدور النشر لهذة السلسلة، كان الغرض هو < عودة الرجل الفولاذى لماهيته دون وضع الزمن في عين الاعتبار >.

## القصة
كوكب تم ضربه، عالمان مفقودان، أمل أخير وشخصان طيبان، وبعد ما أنقذ دكتور ليو كوينتوم وفريقه PROJECT من مهمة استكشافية فاشلة على سطح الشمس، تم تخريبها في الواقع بواسطة ليكس لوثر، إكتشف سوبرمان أنه إكتسب قوة جديدة: القدرة على إطلاق قوته البايوكهربية. رتب لوثر هذة العملية بالكامل ليجعل خلايا سوبرمان تتعرض بالكامل لجرعة ضخمة من الإشعاعات الشمسية. قد إكتشف أن التعرض للإشعاعات قد < أرهق > خلايا سوبرمان، مزودة بذلك عملية خلل ستقود سوبرمان للموت خلال إثنا عشر شهرا. تم القبض على ليس لوثر بفضل مقال كتبه كلارك كينت، وحينها قرر سوبرمان أن يبقى خبر موته سرا. ومع ذلك، إكتشفت لويز لانى هويته السرية حتى يستطيع أن يقضى وقته المتبقى معها. رفضت لويس أن تصدق أن كلارك وسوبرمان هما نفس الشخص وشكت حتى آخر لحظة أنه يفتعل خدعة بمناسبة عيد ميلاده.و بدلا من ان يحصل سوبرمان على هدية، ظل وحيدا.و لكن تصرفات سوبرمان الغريبة والمادة الكيميائية التي كانت موجودة في الهواء جعلا شك لويز يبلغ حد الجنون. وبسبب شعورها بالخوف هاجمت سوبرمان بليزر كريبتونيت بدون أن تشعر بأي ذنب. وحينها إكتشف الرجل الخارق أن لديه مناعة ضد الكريبتونين الأخضر. وبعد أن هدأ من روعها شرح لها سبب تصرفاته، وتكملة لهدية عيد ميلاده الحقيقية: مجموعة من قواه الخارقة لمدة 24 ساعة. وأصبحت لويز الآن امرأة خارقة، وقام كلا من أطلاس وسانسون بمغازلتها. قام الأخير بسرقة مجوهرات باهظة الثمن من أولترا سفينجى، الذي إختطف لويز وطالب بإجابة على السؤال الذي ليس له إجابة، وإلا سيقتل لويز: < ما الذي يحدث عندما تتقابل القوة الحرة مع الشئ الغير قابل للنقل؟>. وتم إنقاذ لويز بفضل إجابة سوبرمان، < يستسلم الشئ >. هزم سوبرمان بعد ذلك كلا من سانسون واطلاس في مواجهة مزدوجة بيد من حديد حتى أنقذ لويز ورحل برفقتها.
تعرض سوبرمان للكريبتونيت الأسود، فأصبح فظ وحقير. وتم إنقاذه بمساعدة جيمى أولسين، محولا إياه في الالدومز داى بفضل مصادر دكتور كوينتوم وتأثير مادة تضعف سوبرمان كلما هم بفعل شرير. وفي هذة الأثناء، تم محاكمة لوكس لوثر بسبب جرائم ضد الإنسانية وحكم عليه بالإعدام. هرب كلارك كينت لجزيرة ستريكرز ليجرى لقاء صحفى مع لوثر في مجلة ديلى بلانيت ولكن قام باراسيت بقطع حديثهم، وهو سجين هرب من السجن وله علاقة بكل مصادر الطاقة – في هذة الحالة تضخم جسد سوبرمان بشدة، محافظا في أثناء هذا الارتباك على هذا السجين.
نجح كلارك في إيقافه، ناجحا حينها في إخفاء هويته. أنقذ لوثر بعد ذلك الصحفى جاعلا إياه يهرب من نفق أرضى، ولكنه أكد على أنه ليس لديه أدنى رغبة في الهرب، بالرغم من استطاعته فعل ذلك، لأنه كان على وشك تحقيق حلمه في قتل سوبرمان.
في الماضى، كلارك الذي كان يرتدى ملابس سوبرمان يتقابل مع وحش يدعى كرونوفوري، ويأتى لمساعدة سوبرمان ثلاثة اشخاص غامضون: كا كينت سوبرمان في عام 85300، وسوبرمان غير معروف في عام4500، وكلازيزيك كلزتليك سوبرمان من الحجم الخامس. وبينما يأتى الوحش ليتقاتل مع سوبرمان، يتحدث سوبرمان غيرالمعروف مع والد كلارك بالتبنى، جونسان كينت، ويدعى با كيت، قائلا له بان ابنه سيكون بخير وانه ابلى بلاء حسنا كما لو كان والده بالفعل، ويُحذر سوبرمان من الخطر المحدق به لكنه لم يلقى بالا لهذا التحذير ويستمر في قتال الوحش، وفي غضون ذلك الوقت يصاب باكيت بأزمة قلبية ويموت، كان هذا التحذير الذي تجاهله سوبرمان يمزقه حزنا ويواسى سوبرمان غير المعروف الشاب كلارك في وفاة والده بالتبنى، الذي يتضح انه سوبرمان الوقت الحاضر، ثم تتاح الفرصة لسوبر مان بان يتحدث مع والده للمرة الأخيرة فقط في المستقبل.
فوق سماء كوكب الأرض يظهر شكل عملاق من اشكال الحياة Htrae ، كوكب بيزارو الأصلي، وفي محأولة لابعد الخطر عن الكوكب يظل سوبرمان محاصر في Htrae، بسبب تذبذبات الجاذبية التي تحيط به، ويقابل هناك زيبارو، النسخة الغير كاملة لبيزارو يتمتع بقدر من الذكاء والعاطفة والذي يساعد سوبرمان في العودة إلى وطنه بواسطة صاروخ تجريبى ينشأه لاجله.
تتقبل لويزا حقيقة الأمر بان كلارك هو سوبرمان معتقدة ان البطل الحقيقى قد فُقد للابد. وبعد شهرين يعود سوبرمان إلى كوكب الأرض ويتقابل مع بار ايل وليلو رائدان فضائيان من كوكب كريبتون، لا يزالا على قيد الحياة بعد وفاة كل من على كوكبهما ويكونا من اقرباء كال ديل، على اية حال هذان الرائدان الفضائيان لديهما اهداف اقل ايثارا من البطل. وهما في طريقهما لغزو الأرض يكتشفا بانهما قد مرا من خلال سحابة من الكريبتون المشع والتي تضعفهما ببطء وعلى الرغم من رفض بار ايل في البداية يعرض عليها سوبرمان بان ينقلا عقلهما إلى منطقة الظل حتى يكونا قادرين على ايجاد علاج لهما.
وبينما يوم وفاته يقترب، يحقق سوبرمان العديد من الأعمال البطولية مثل: جولة حول العالم لزيارة الأطفال المرضى بالسرطان، إنشاء كوكب قادر على العيش بدون سوبرمان ويسمى الأرض كيو (والذي يصبح فيما بعد كوكبنا)، نقل كاندور إلى كوكب المريخ بمساعدة ليو كوينتيوم، وابتكار طريقة لخلط الحمض النووى البشرى بالحمض النووى لسكان كوكب كريبتون. وفي الوقت نفسه يدمر لوثر مدينة متروبليس بفضل اكتشاف صيغة مشابهة لتلك التي منحت لويزا قوى سوبرمان لمدة يوم كامل، وذلك بمساعدة سولاريز وهو نجم كمبيوتر يقوم بافساد الشمس جاعلا لونها ازرق، وتحت ضغط يؤدى به إلى الموت يفقد سوبرمان الوعى ويستيقظ على كوكب كريبتون حيث يقابل جور ايل الذي يكشف له بانه ميت وانه في خضم عمليه تؤدى به إلى ان يصبح مصدر تدفق أشعة الشمس ويعرض عليه اختيار اخير اما ان يظل بين الاموات أو يعود إلى الحياة في الوقت الضرورى لمحاربة لوثر، يستيقظ سوبرمان بين انقاض المدينة، ويستبعد لوثر خارج اللعبة حتى يظهر له كوكب الأرض، ثم يتوجه إلى لويزا ويصرح لها بحبه الابدى ثم يصبح أشعة شمسية ويطير في الشمس.
وبعد مرور عام تعجب لويزا بالنصب التذكارى الخاص بمحبوبها وتبتسم لانها تعرف ان سوبر مان سيعود مرة ثانية بعد أن ينشأ قلب مصطنع للشمس. وفي الوقت نفسه كارل ايل المخلوق الشمسى يعيش داخل الشمس ويعمل كألة، وفي غضون ذلك يطمئن ليوم كويونتوم مساعده قائلا له إذا كان لابد من حدوث شئ سوف يكونا جاهزين. ويظهر لها باب وعليه شعار سوبرمان وهو عبارة عن S بدلا من رقم18.

## الشخصيات
كارل كانت \ سوبر مان، في هذة المغامرة يضطر سوبرمان لمواجهة موته ويقرر حل مشاكل حياته العالقة دون حل، ويصف موريسون البطل بطريقة مختلفة عن التمثيل العادى الذي يجانس البطل بطريقة رئيسة واساسية. مما يجعله أكثر وعيا بقوته وبالتالى يكون أكثر هدوءا وتعبيرا. وفي الكتابة عن سوبر مان يبين موريسون الجوانب المختلفة في شخصيته وصولا إلى قوله بأن «سوبر مان هو عبارة عن فعل، وكلارك كينت في متروبليس أيضا عبارة عن فعل، وفي الواقع هناك اثنان من شخصية كينت الأول يمثل الخجل واللعثمة ومتمثلة في قناع سوبر مان والثانى قوى، واثق من نفسه، وطيب القلب. كلارك والذي قام بتربيته والديه بالتبنى في كانسس والذي يعرف كيف يقود جرار، اعتقد ان الاخير هو الأكثر واقعية من الجميع».
جاءت بعض الانتقادات السلبية حول كتابة الشخصية على موقع PopMatters.com والتي تأكد ان على الرغم من كون البطل شخصية تراثية عريقة فانه يبدو شخصية غير واقعية بلا مشاعر في حين انه تلقى خبر وفاته. 
لويزا لين المؤيدة والمحبة المهتمة بالبطل. في كل نجوم سوبر مان لويزا لا تعرف الهوية الحقيقية لكلارك والوضع بينهما الذي يمثل عادة في التعديلات السينمائية أوفى العصر الفضى. ومع ذلك فان المؤلف الاسكتلندى اراد ان يضيف إلى هذا النمط السردى الكلاسيكى ذوقا حديثا، واضعا لويزا في حالة شك بان سوبر مان قد قام بخداعها وفي حالة عدم تصديقه، عندما يكشف لها في إحدى المرات الحقيقة، رافضة قبولها. بالنسبة لموريسون يرى ان قصة حبهما مثلت «مفارقة رائعة، فالرجل المثالى الذي لا يمانع مطلقا يضطر إلى ان يمنع لويزا من الوقع في الحب من اجل حمايتها.»
ليو كوينتوم الباحث على رأس فريق P.R.O.J.E.C.T. الذي يدعم سوبر مان في آخر سنة من حياته، والذي يمثل روح العالم الطيب، ذو التفكير المنطقى، والعقل المستنير، والتقدمى الفاضل الذي يحأول خلق نسخة محدثة من شخصية العالم الودود والايجابى. بعض المعلقين حددوا أوجه التشابه بين كوينتيوم وشخصية ويلى وينكا من حيث مواقفهما وملابسهما المبهرجة، على اية حال فان موريسون اعترف بانه كان مصدر الهام نفسه لشخصية الرجل الذي سقط على الأرض. في البداية تم تغطية دور كوينتيوم من جديد من اله أشعة الضوء وهو من الالهه الجدد، لكن تم رفض الفكرة بالطريقة التي تقام عليها ويفضل شخصية قديمة لافتا إلى البساطة. واكد الكاتب ان الكثير من القراء كانوا ينتظرون أن يروا كوينتيوم يصبح الخصم في نهاية القصة. " وهذا يوضح كيف اصبحنا مجتمع بائس ومتشكك في انتظار مسأوئ المستقبل بدلا من ان يأمل في الأفضل، أو ربما هذا فقط ما ننتظره من القصة.
ليكس لوثر الشرير الذي لا ضمير له والعدو اللدود لسوبر مان، الذي دبر في المسلسل الخطة النهائية لهزيمة منافسه. يثقل خلاياه بالطاقة الشمسية. يُقدم لوثر كجهاز حاسوب ماكر ومعادى للمجتمع وكثيرا ما «تظهر كراهيته لسوبر مان واضحة في كل صفحة.» 
وفقا للكاتب فان لوثر يقاتل باستمرار ضد الشعور بالفشل والنقص وضد ذاته هو. وفي محأولة للتغلب على نفسه دون مدح أو نجاح أو هدف محقق بما فيه الكفاية فان حاجته للاعتراف وللاثباتات تكون فوق طاقة البشر مقارنة بما عليه سوبرمان.
زيبارّو، النسخة الغير كاملة لبيزارّو الذي سيساعد سوبرمان في العودة إلى كوكب الأرض بعد ان تم جذب سوبرمان بفعل قوة جاذبية كوكب بيزارّو. فكرة زيبارّو اى النسخة المشوهة للنفس الناقصة جاءت إلى موريسون في محأولة لجمع أكبر عدد ممكن من الشخصيات التي تتغير حياتهم بشكل جذرى بعد لقاء سوبرمان. (في نهاية المسلسل لوثر نفسه سيريد ان يدرج في هذه المجموعة). يعرف الكاتب زيبارّو بانه «المراهق الحساس بداخل كل واحد فينا.» 
وهو مركز عالمه الصغير الغير منظم، ويصفه كشاعر لكى يبرز اختلاف هذه الشخصية وطريقة تحدث وتفكير باقى افراد فصيلته. وذلك لان لغة بيزارّو منظمة بشكل سيء وحلقى.
* جيمى أولسن مصور ومتعأون من كوكب ديلى يمسك باجندة والتي بداخلها ينزل مكان شخص ما أو طريقة حياة أو عمل لمدة يوم كامل. واثناء زيارته لمختبر كوينتوم الذي يتعهد برعايته لمدة 24 ساعة، يتم اكتشاف مادة الكريبتونيت السوداء التي لها تاثير في جعل سوبرمان شرير فيرى جيمى انه مضطر إلى ان ينتقل إلى يوم القيامة لكى يوقف البطل. وتعتمد نسخة ويلسون للبطل على التوصيف المفضل لدى الكاتب. والذي يرجع تاريخه إلى العصر الفضى، ويُصور أولسن كشخص يستمتع سوبر مان بالحديث معه وهذا يجعله أكثر تعقيدا " برئ لكنه وقح متهور لكنه ليس بغبى." تمر إعادة الصياغة بشكل بياني: فيذكر موريسون من بين الاساليب التي اثرت في اختراع الملابس، Abercrombie & Fitch e Tintin.
طاقم الممثلين الداعمين والمكون من بيرت وايت، ستيفن لامبرد، كات جرانت، وخصوم آخرين للبطل، قُدم لخلق شعور من الالفة عند القارئ الذي لا يعرف خلفية الرسوم المتحركة.

## الإخراج
كل نجم من نجوم سوبر مان ولد من رماد سوبرمان الحالى. وهو المشروع الذي يهدف إلى إعادة تكيف سوبر مان مع الاجيال الحديثة دون إلغاء الوضع الراهن للشخضية بما في ذلك زواجه من لويز لان، وفي عام 1999 في خضم معاناة الرسوم المتحركة من عدة نكسات بسبب عدم اهتمام الجمهور بها خلال عشر سنوات راى ال DC العنأوين الرئيسة المجمعة من الآراء الفاترة للجمهور والنقاد على حد سواء، فحوى هذا الحدث هو وفاة سوبر مان وإدارة دان جورغنز الآن على وشك الاستنفاد وقمم ال DC تخطط لاعادة اطلاق الشخصية وهو قادر على إعادة تنشيطها وتقديمها لقراء جدد.
ان الافكار الواردة في هذا الاقتراح والمعدة منجرانت مورسيون بالاشتراك مع مارك ميلر وتوم باير ومارك وايد....قام بكتابة الملحة هو موريسون نفسه والتي منها أخذ كل نجم عناصر مختلفة (سوبرمان المستقبل، شخصية سولاريز)، وبنفس الطريقة فان الجوانب الأخرى للعمل قد تم طرحها في سوبرمان. ريد سون (الابن الاحمر) وسوبرمان هما ولادة جديدة كتبها مولير ووايد على التوالى، وتشهد القصة براينيك في اتحاد مع ليكس لوثر بنية اكشف الهوية السرية لسوبر مان وكشفها للعالم، ومن ثم تحويل بروتينات عقل لويزا لان والتي بها تم تسجيل معرفة سوبرمان إلى سم قد يقتلها، ولانقذها سوف يوافق سوبرمان على محو ذاكرته من عقول الكوكب باسره
الإخراج:
نجم النجوم سوبر مان ولد من رماد سوبرمان الحالى. وهو المشروع الذي يهدف إلى إعادة تكيف سوبر مان مع الاجيال الحديثة دون إلغاء الوضع الراهن للشخضية بما في ذلك زواجه من لويز لان، وفي عام 1999 في خضم معاناة الرسوم المتحركة من عدة نكسات بسبب عدم اهتمام الجمهور بها خلال عشر سنوات راى ال DC العنأوين الرئيسة المجمعة من الآراء الفاترة للجمهور والنقاد على حد سواء، فحوى هذا الحدث هو وفاة سوبر مان وإدارة دان جورغنز الآن على وشك الاستنفاد وقمم ال DC تخطط لاعادة اطلاق الشخصية وهو قادر على إعادة تنشيطها وتقديمها لقراء جدد.
ان الافكار الواردة في هذا الاقتراح والمعدة منجرانت مورسيون بالاشتراك مع مارك ميلر وتوم باير ومارك وايد....قام بكتابة الملحة هو موريسون نفسه والتي منها أخذ كل نجم عناصر مختلفة (سوبرمان المستقبل، شخصية سولاريز)، وبنفس الطريقة فان الجوانب الأخرى للعمل قد تم طرحها في سوبرمان. ريد سون (الابن الاحمر) وسوبرمان هما ولادة جديدة كتبها مولير ووايد على التوالى، وتشهد القصة براينيك في اتحاد مع ليكس لوثر بنية اكشف الهوية السرية لسوبر مان وكشفها للعالم، ومن ثم تحويل بروتينات عقل لويزا لان والتي بها تم تسجيل معرفة سوبرمان إلى سم قد يقتلها، ولانقذها سوف يوافق سوبرمان على محو ذاكرته من عقول الكوكب باسره
لم يبيت سوبر مان النية آنذاك في أن يعيد كل الأفكار السابقة حول الشخصيات، كما فعل جون بيرنى بتأليفه لل«رجل الحديدى»، عندما إختصر التفسيرات المختلفة التي حدثت على مدار السنوات في نسخة واحدة، التي تجسد كل خصائص الرجل الحديدى والتي في نفس الوقت، تم تجاوزها فيما سيسمى بعد ذلك «سوبر مان القرن ال21». وبسلة